# Municipio de Piney (condado de Cleburne)
El municipio de Piney (en inglés: Piney Township) es un municipio ubicado en el condado de Cleburne en el estado estadounidense de Arkansas. En el año 2010 tenía una población de 1319 habitantes y una densidad poblacional de 20,59 personas por km².

## Geografía
El municipio de Piney se encuentra ubicado en las coordenadas 35°23′53″N 92°3′21″O / 35.39806, -92.05583. Según la Oficina del Censo de los Estados Unidos, el municipio tiene una superficie total de 64.05 km², de la cual 64.01 km² corresponden a tierra firme y (0.06%) 0.04 km² es agua.

## Demografía
Según el censo de 2010, había 1319 personas residiendo en el municipio de Piney. La densidad de población era de 20,59 hab./km². De los 1319 habitantes, el municipio de Piney estaba compuesto por el 94.54% blancos, el 0.45% eran afroamericanos, el 0.68% eran amerindios, el 0.08% eran asiáticos, el 0.08% eran isleños del Pacífico, el 1.82% eran de otras razas y el 2.35% pertenecían a dos o más razas. Del total de la población el 3.18% eran hispanos o latinos de cualquier raza.